# Amicale sportive de Saint-Seurin-sur-l'Isle
Maillots
L''Amicale Sportive de Saint-Seurin était un club de football français, basé à Saint-Seurin-sur-l'Isle dans le département de la Gironde.
Le club disparaît en 1998 à la suite de la fusion avec l'AS Libourne, pour fonder le FC Libourne-Saint-Seurin.

## Histoire
Malgré deux saisons en CFA dans les années 1960 et un premier titre de champion d'Aquitaine en 1973, le club ne se fait véritablement connaître que dans les années 1980. Après un second titre régional, le club franchit les échelons pour atteindre la Division 2 où il reste trois saisons, de 1989 à 1992, avec Marcel Berthomé comme  président.
Le club disparaît en 1998 à la suite de la fusion avec l'AS Libourne, pour fonder le FC Libourne-Saint-Seurin. L'absorption par le club libournais fit disparaître le football sur la commune de Saint-Seurin-sur-l'Isle pendant quelques années puis des soucis financiers ont eu raison de ce dernier qui fut relégué en Division d'honneur (actuel Régional 1) en 1998.

## Palmarès
- Coupe de France
  - Trente-deuxièmes de finale en 1990 contre le Stade rennais et en 1991 contre l'AS Monaco

- Division 2
  - Trois saisons : 1989-1990, 1990-1991 et 1991-1992

- Division 3
  - Premier du groupe Centre-Ouest en 1989

- Division 4
  - Premier du groupe G en 1987

- Championnat de division d'honneur (2)
  - Champion : 1973, 1984

- Coupe d'Aquitaine (1)
  - Vainqueur : 1991

## Anciens entraîneurs
- Bernard Genghini
- André Menaut

## Anciens joueurs
- Jean-Marc Furlan
- Xavier Gravelaine
- Lilian Laslandes
- André Menaut
- Michel Padovani
- Éric Villa
- Pierre Dubost
- Raymond Camus